# Amtsgericht Herford

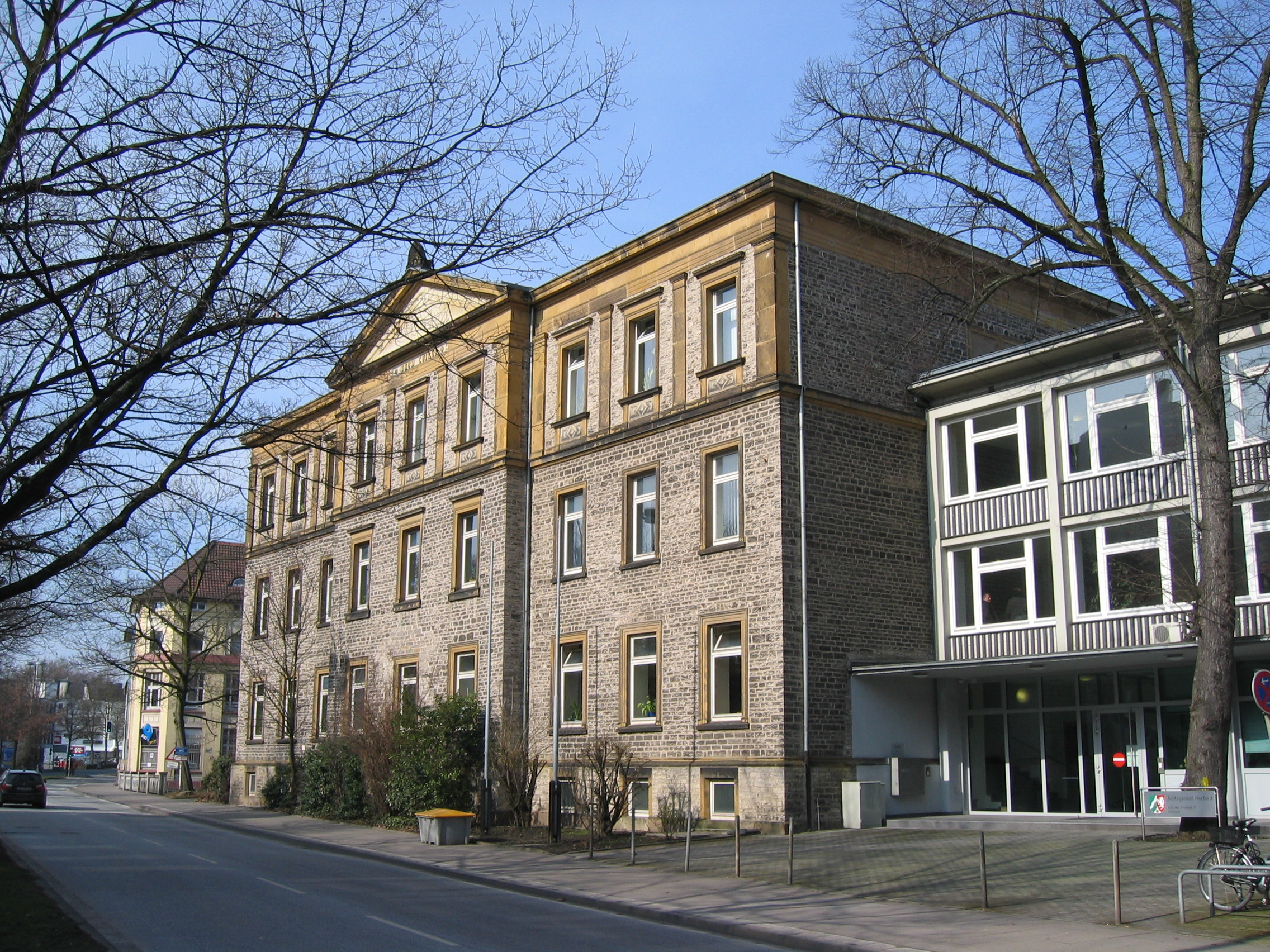
Amtsgericht Herford (2009)

Herford ist Sitz des Amtsgerichts Herford, das für die Städte Enger, Herford und Spenge sowie für die Gemeinde Hiddenhausen im Kreis Herford zuständig ist. In dem 184 km² großen Gerichtsbezirk leben rund 121.000 Menschen. Außerdem ist das Amtsgericht Herford für die Landwirtschaftssachen der Amtsgerichtsbezirke Bünde und Herford zuständig.

## Übergeordnete Gerichte
Das dem Amtsgericht Herford übergeordnete Landgericht ist das Landgericht Bielefeld, das wiederum dem Oberlandesgericht Hamm untersteht.

## Geschichte
In Herford bestand von 1849 bis 1879 das Kreisgericht Herford.
Im Rahmen der Reichsjustizgesetze wurden 1879 reichsweit einheitlich Oberlandes-, Land- und Amtsgerichte gebildet.
Das königlich preußische Amtsgericht Herford wurde mit Wirkung zum 1. Oktober 1879 als eines von 14 Amtsgerichten im Bezirk des Landgerichtes Bielefeld im Bezirk des Oberlandesgericht Hamm gebildet. Der Sitz des Gerichts war die Stadt Herford.
Sein Gerichtsbezirk umfasste den Kreis Herford außer den Teilen, die den Amtsgerichten Bünde, Oeynhausen, und Vlotho zugeordnet waren.
Am Gericht bestanden 1880 drei Richterstellen. Das Amtsgericht war damit ein mittelgroßes Amtsgericht im Landgerichtsbezirk.

## Gebäude
Das Gebäude befindet sich in der Herforder Altstadt an der Nordseite der Straße „Auf der Freiheit“. Auf der gegenüberliegenden Straßenseite stehen die Hauptstelle der Sparkasse Herford und das Herforder Rathaus. Das Amtsgerichtsgebäude wurde 1865 im spätklassizistischen Stil gebaut. 1954 erfolgte ein Anbau, in dem sich der Haupteingang befindet. Hinter dem Gerichtsgebäude steht das 1957 errichtete und 2004 geschlossene Amtsgerichtsgefängnis. Es war seit 1968 Außenstelle der Justizvollzugsanstalt Herford. In dem dreiflügeligen Gebäude befinden sich 50 Zellen auf drei Etagen. Dort saßen Häftlinge mit Vergehen wie Alkohol am Steuer oder Schlägereien sowie Untersuchungshäftlinge ein. Bis 1966 waren auch Frauen inhaftiert, danach bis 1975 jugendliche Untersuchungshäftlinge.

## Umstrittene Urteile
Im Jahr 2010 erregte der Herforder Amtsrichter Helmut Knöner bundesweites Aufsehen, nachdem er über 40 Autofahrer freigesprochen hatte, die bei Geschwindigkeitsüberschreitungen geblitzt worden waren.